# Glissada (aerodinâmica)

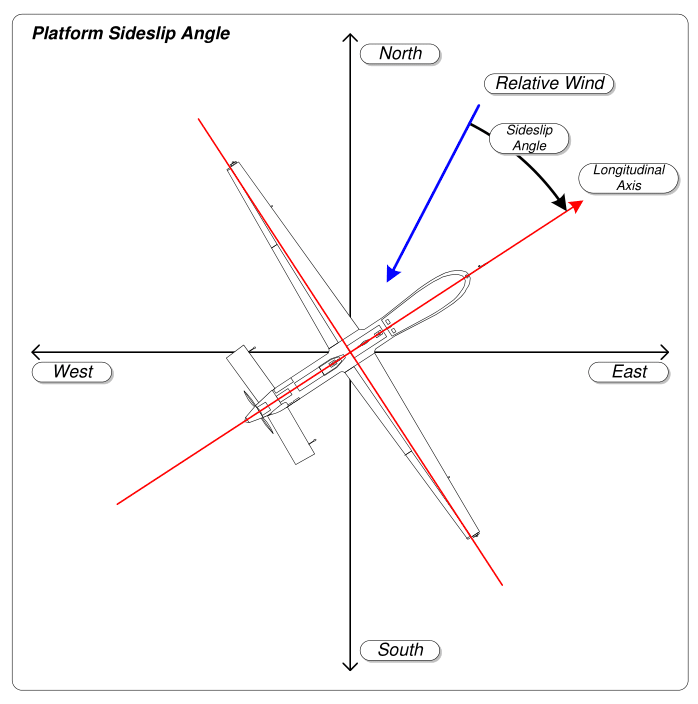
Ângulo de derrapagem de uma aeronave

Uma glissada é um estado aerodinâmico em que uma aeronave se move um pouco para o lado, bem como para frente, em relação ao fluxo de ar que se aproxima ou vento relativo. Em outras palavras, para uma aeronave convencional, o nariz estará apontando na direção oposta à inclinação das asas. A aeronave não está em voo coordenado e, portanto, está voando de forma ineficiente.

## O funcionamento
Voar glissando é aerodinamicamente ineficiente, uma vez que a razão sustentação-arrasto é reduzida. Mais arrasto é gerado e isso consome a energia da aeronave, sem produzir sustentação. Pilotos inexperientes ou desatentos frequentemente entram em glissagem durante curvas, por falha em coordenar a aeronave com o leme. Os aviões podem facilmente entrar em uma glissagem após a decolagem em um dia ventoso. Se não for corrigida, o desempenho da subida será afetado. Isto é especialmente perigoso se há obstáculos abaixo da rampa de subida e se a aeronave está pesada e tem pouca potência.
Uma glissagem também pode ser intencional, com comandos deliberados pelo piloto. Glissagens são particularmente úteis nos pousos em pistas pequenas, com obstáculos na final (tais como árvores ou linhas de energia), ou para evitar um obstáculo (como uma única árvore no prolongamento do eixo da pista), e pode ser praticado como parte dos procedimentos de pouso de emergência. Esses métodos também são comumente empregados quando voando para uma fazenda ou pistas de terra, onde a pista de pouso é pequena. Os pilotos precisam pousar com bastante sobra de pista, para desacelerar e parar a aeronave.
Há situações em que um piloto pode deliberadamente glissar, usando comandos opostos de leme e aileron, mais comumente em uma aproximações para pouso em baixa potência.
Sem flaps ou spoilers, é difícil aumentar a razão de descida sem aumentar também a velocidade da aeronave. Este excesso de velocidade pode fazer com que a aeronave voe sob o efeito de solo por bastante tempo, talvez levando-a para fora da pista. Em uma glissada frontal, muito mais arrasto é criado, permitindo que o piloto perca altitude sem aumento de velocidade, aumentando o ângulo de descida (ângulo de planeio). Glissadas frontais são especialmente úteis quando operando aeronaves de treinamento pré-1950, aeronaves acrobáticas, tais como o Pitts Especial, ou qualquer aeronave com flaps ou spoilers inoperantes.
Muitas vezes, se uma aeronave é levada ao estol durante uma glissagem, ela mostra muito pouca tendência daquela guinada que leva o estol a um parafuso. Uma aeronave estolando em uma glissada pode se comportar um pouco melhor do que uma tendência de rolagem. Na verdade, as características do estol podem ser melhoradas em algumas aeronaves.

## Glissada frontal contra glissada lateral
Aerodinamicamente estes são idênticos quando estabelecidos,mas são introduzidos por diferentes razões e criam diferentes rastros e proas relativas à posição inicial. Glissada frontal é usada para  acentuar uma descida (reduzir a altura) sem ganhar muita velocidade, se beneficiando do aumento do arrasto. A glissada lateral move o avião de lado (muitas vezes, apenas em relação ao vento), onde a execução de uma curva seria desaconselhável, o arrasto é considerado um subproduto. A maioria dos pilotos gosta de efetuar uma guinada lateral pouco antes do toque na pista, durante pouso com vento de través.

### Glissada frontal
A glissada frontal altera a proa da aeronave em relação à asa abaixada, enquanto retem o rumo original (o trajeto sobre o solo) da aeronave.
Para executar uma glissada frontal, o piloto inclina a aeronave para o lado do vento e aplica o leme de direção para o lado contrário (por exemplo, aileron direito + leme esquerdo), a fim de manter o movimento em direção ao alvo. Se você fosse o alvo, você veria o nariz da aeronave apontando para um lado, as asas para o outro lado e abaixadas em sua direção. O piloto deve certificar-se de que o nariz do avião está baixo o suficiente para manter a velocidade necessária.[carece de fontes?] No entanto, a limites estruturais de velocidade, como a VA (velocidade de manobra) e VFE (velocidade máxima com flaps estendidos) devem ser observados.
Uma glissada frontal é útil quando um piloto tem que se preparar para um pouso com altura excessiva ou deve descer abruptamente após um grupo deárvores para o toque perto da cabeceira da pista. Partindo do princípio de que o avião está devidamente alinhado com a pista, a glissada frontal permite que o rumo da aeronave seja mantido enquanto a descida é acentuada, sem a adição de excesso de velocidade. Pela proa da aeronave não estar alinhada com a pista, a glissada frontal deve ser desfeita antes do toque na pista, para evitar o excesso de carga lateral no trem de pouso, e se um vento de través estiver presente, uma glissada lateral pode ser necessária durante o pouso, como é descrita abaixo.

### Glissada lateral
A glissada lateral também utiliza comandos opostos de aileron e leme. Neste caso, se entra na glissada pelo abaixamento de uma asa e aplicando exatamente o suficiente de leme oposto, de modo que o avião não inicie uma curva (mantendo a mesma proa), enquanto mantém uma velocidade segura com a arfagem da aeronave ou potência do motor. Comparada com a glissada frontal, menos leme é utilizado: apenas o suficiente para parar a mudança na proa.
Na condição de glissada lateral, o eixo longitudinal da aeronave permanece paralelo ao trajeto original, mas a aeronave não voa mais de maneira reta em seu rumo. Agora, a componente horizontal da sustentação força o avião a se mover lateralmente em direção à asa abaixada. Este é o cenário ainda em voo, com vento de proa ou de cauda. No caso de vento de través, se a asa é abaixada em direção ao vento, o vento pode empurrar o avião, tirando-o de seu trajeto original. Esta é a técnica de glissada lateral para aproximação usada por muitos pilotos em condições de vento de través (glissada lateral sem derrapar). Outro método é a técnica de caranguejo, em que o nariz do avião é apontado para o vento e a derrapagem resultante mantém a aeronave no rumo desejado. Nessa situação, as asas são mantidas niveladas o tempo todo.
Uma glissada lateral pode ser usada exclusivamente para a aeronave permanecer alinhada com a pista durante uma aproximação com vento de través ou pode ser usada nos momentos finais de um pouso com vento de través. Para começar essa glissada lateral, o piloto efetua uma rolagem com a aeronave em direção ao vento para manter o alinhamento com a pista, enquanto mantem a proa em direção à pista com o uso do leme. A glissada lateral faz com que um trem de pouso principal toque primeiro, seguido pelo segundo. Isso permite que as rodas fiquem constantemente alinhadas com o rumo, evitando, assim, qualquer carga lateral durante o toque na pista.
O método de glissada lateral para pouso com vento de través não é adequado para aeronaves com longas asas e asas baixas, tais como planadores, onde um ângulo de caranguejo (proa para o vento) é mantido até que um momento antes do toque na pista.
A fabricante de aeronaves Airbus recomenda aproximações com glissada lateral apenas em condições de vento de través fraco.

#### Ângulo de glissada lateral
O ângulo de glissada lateral (AOS, AoS, {\displaystyle }, Letra grega beta), é um termo usado em dinâmica dos fluidos, aerodinâmica e aviação. Ele relaciona-se com a rotação do eixo longitudinal da aeronave em relação ao vento relativo. Na dinâmica de voo, é dada a notação abreviada {\displaystyle } (beta) e geralmente é atribuído como "positivo" quando o vento relativo é proveniente do lado direito do nariz do avião. A o ângulo de glissada lateral {\displaystyle } é essencialmente o ângulo de ataque direcional do avião. Ele é o principal parâmetro nas considerações de estabilidade direcional.
Na dinâmica de veículos, o ângulo de glissada lateral é definido como o ângulo feito pelo vetor velocidade ao eixo longitudinal do veículo no seu centro de gravidade em um dado momento. Como a aceleração lateral aumenta durante a curva, o ângulo de glissada lateral diminui. Assim, em curvas de alta velocidade e pequeno raio de giro, há uma alta aceleração lateral e {\displaystyle } pode ser um valor negativo.

## Usos da glissada

### Outros usos
Existem outras circunstancias especiais onde glissadas podem ser úteis na aviação. Por exemplo, durante fotografias aéreas, uma glissada pode abaixar um lado da aeronave para permitir que as fotos sejam tiradas a partir de uma janela lateral. Os pilotos também usam a glissada para pousar em condições de gelo se o parabrisa frontal estiver congelado - ao pousar levemente de lado, o piloto pode ver a pista através da janela lateral. Glissadas também têm seu papel em acrobacias e combate aéreo.

### Empregos notáveis de glissada
- Gimli Glider – um comandante de 767 que tinha experiência em planadores efetuou um pouso sem motor com sucesso, apesar da altitude de aproximação excessiva, utilizando uma glissada frontal.[7]
- TACA voo 110 – O piloto Carlos Dardano, de El Salvador, efetuou uma glissada lateral[8] para corrigir o curso do Boeing 737-300 e depois pousou com segurança num dique estreito de grama em Nova Orleans, trazendo a aeronave a uma parada segura.

## Como a glissada afeta o voo
Quando uma aeronave é colocada em posição de glissada frontal, sem alterações no profundor ou na manete de potência, o piloto irá notar um aumento na razão de descida (ou uma redução na razão de subida). Isso geralmente acontece devido ao aumento de arrasto na fuselagem. O fluxo de ar sobre a fuselagem a atinge com uma angulação lateral, aumentando a área frontal relativa, o que aumenta o arrasto.